# Communauté de communes du Pays de Martel
La communauté de communes du Pays de Martel était une communauté de communes française, située dans le département du Lot et la région Midi-Pyrénées.
Elle a été regroupée à partir du 1er janvier 2015 dans la nouvelle communauté de communes Causses et vallée de la Dordogne (CAUVALDOR).

## Histoire
La communauté de communes a construit un réseau d'initiative public Wi-Fi (aménagement numérique) qui permet depuis 2007 aux habitants de bénéficier d'offres internet haut débit via le FAI als@tis.

## Composition
Elle regroupait 11 communes :
| Nom                    | Code Insee | Gentilé          | Superficie (km2) | Population (dernière pop. légale) | Densité (hab./km2) |
| ---------------------- | ---------- | ---------------- | ---------------- | --------------------------------- | ------------------ |
| Martel (siège)         | 46185      | Martelais        | 35,28            | 1 620 (2014)                      | 46                 |
| Baladou                | 46016      | Baladins         | 15,74            | 403 (2014)                        | 26                 |
| Cazillac               | 46067      | Cazillacois      | 19,02            | 428 (2014)                        | 23                 |
| Cressensac             | 46083      | Cressensacois    | 23,04            | 646 (2014)                        | 28                 |
| Creysse                | 46084      | Creyssois        | 9,51             | 291 (2014)                        | 31                 |
| Cuzance                | 46086      | Cuzançois        | 29,74            | 571 (2014)                        | 19                 |
| Floirac                | 46106      | Floiracois       | 19,02            | 273 (2014)                        | 14                 |
| Gignac                 | 46118      | Gignacois        | 40,66            | 652 (2014)                        | 16                 |
| Montvalent             | 46208      | Montvalentais    | 27,61            | 291 (2014)                        | 11                 |
| Saint-Denis-lès-Martel | 46265      | Saint-Dyonésiens | 7,93             | 323 (2014)                        | 41                 |
| Sarrazac               | 46298      | Sarrazacois      | 18,38            | 509 (2014)                        | 28                 |